# Dado de Ouro
Dado de Ouro é um jogo de dados que se joga com quatro jogadores, uns contra os outros, lançando um dado cada um por sua vez. Ganha um jogo quem conquistar o maior número de pontos possíveis durante dez rodadas. O jogo continua com outras dez rodadas e o jogador que conseguir vencer três jogos ganhará o encontro.

## Regras
Cada jogador lança o dado por sua vez, seguindo em sentido horário e o que conseguir a maior pontuação começará o jogo. Esse jogador lança o dado seguido dos outros jogadores no sentido horário. Quando todos tiverem lançado o dado, chega ao fim uma rodada.

## Sistema de pontuação
Cada jogador começa o jogo com zero pontos e, quando acaba uma rodada, o jogador que tiver alcançado o número maior no lançamento do dado, ganhará os seus respectivos pontos (ex. se o maior número foi o cinco, o jogador a que lhe saiu o número cinco ganhará cinco pontos). Ao jogador que tenha tirado o menor número no lançamento do dado, perderá esses mesmos pontos (ex. se o menor número foi o dois, o jogador a que lhe saiu o dois perderá dois pontos).
Caso numa das rodadas houver empate entre os maiores números calhados (se dois ou mais jogadores alcançarem o número máximo da rodada), então os jogadores empatados lançam novamente o dado começando pelo que jogou primeiro na rodada e seguindo em sentido horário e o que conseguir o maior número no lançamento do dado, ganhará os pontos correspondentes ao número que o dado obteve quando estavam empatados. Se depois da rodada de desempate voltarem a estar empatados, continuam até haver um vencedor.
O mesmo se aplica se dois ou mais jogadores empatarem no número mínimo da rodada: vão volta a lançar o dado começando quem jogou primeiro na rodada e seguindo em sentido horário e o que obtiver o número mais baixo no lançamento do dado, perderá os pontos correspondentes ao número que o dado obteve quando estavam empatados. Caso voltarem a estar empatados, continuam até encontrar um perdedor.

### Empate no final das dez rodadas
Se, porventura, no final das dez rodadas de um jogo, dois ou mais jogadores estiverem com os mesmos pontos máximos, esses jogadores lançam o dado cinco vezes cada um alternando uns pelos outros seguindo no sentido horário. Depois de todos terem lançado cinco vezes o dado, o que obtiver maior pontuação vencerá o "jogo". (Para começar quem lança em primeiro lugar o dado, os jogadores deverão sortear lançando o dado uma vez cada um seguindo no sentido horário, o que obtiver o número maior, começará a jogar).
Se no final dessas rodadas de desempate os jogadores estiverem novamente empatados, voltam a repetir essas rodadas de desempate até achar um vencedor.